# Wasserkraftwerk Znojmo
Das Wasserkraftwerk Znojmo liegt an der Thaya in der Stadt Znaim in der südmährischen Region in Tschechien und weist eine installierte Leistung von 1,35 MW auf. Der Staudamm mit Wehranlage besitzt eine Länge von 115 m und besteht aus einer Gewichtsstaumauer. Der ca. 4,3 km lange Stausee befindet sich zur Gänze im Nationalpark Thayatal.
Das Wasserkraftwerk besteht aus zwei Kaplanturbinen mit einem Laufraddurchmesser von 1 m mit einer maximalen Durchflussmenge von in Summe 12 m³/s. Die Fallhöhe beträgt 14,6 m. Das Wasserkraftwerk Znojmo dient neben der Gewinnung von elektrischer Energie auch der Regulierung der Thaya mit Sicherstellung eines Mindestdurchflusses in Trockenperioden und dem Hochwasserschutz.